# Le Procès de Mary Dugan (film, 1929)
Pour plus de détails, voir Fiche technique et Distribution.
Le Procès de Mary Dugan (The Trial of Mary Dugan) est un film de procès américain réalisé par Bayard Veiller, sorti en 1929.

## Synopsis
Mary Dugan, une showgirl de Broadway, est accusée de l'assassinat de son riche amant, et va au procès de sa vie. Lorsque son avocat de la défense semble saboter son travail, le frère de Marie, Jimmy, jeune avocat lui aussi, entre dans la défense de sa sœur. Le style de Jimmy n'est pas conventionnel, mais il semble tenir sa propre ligne de défense contre le District Attorney Galway jusqu'à un témoignage surprise qui change le cours du procès.

## Fiche technique
- Titre : Le Procès de Mary Dugan
- Titre original : The Trial of Mary Dugan
- Réalisation : Bayard Veiller
- Scénario : Becky Gardiner et Bayard Veiller d'après une pièce de Bayard Veiller
- Production : Irving Thalberg (non crédité)
- Société de production : Metro-Goldwyn-Mayer
- Photographie : William H. Daniels
- Montage : Blanche Sewell
- Direction artistique : Cedric Gibbons
- Costumes : Adrian
- Pays de production : États-Unis
- Format : Noir et blanc - Mono
- Genre : Drame
- Durée : 113 minutes
- Dates de sortie : 
  - États-Unis : 3 avril 1929 (première)
  - États-Unis : 8 juin 1929 (sortie nationale)
- Affiche : Boris Grinsson (France)

## Distribution
- Norma Shearer : Mary Dugan
- Lewis Stone : Edward West
- H. B. Warner : Procureur de district Galway
- Raymond Hackett : Jimmy Dugan
- Lilyan Tashman : Dagmar Lorne
- Olive Tell : Mme Gertrude Rice
- Adrienne D'Ambricourt : Marie Ducrot
- DeWitt Jennings : Inspecteur Hunt
- Wilfrid North : Juge Nash
- Landers Stevens : Dr Welcome
- Mary Doran : Pauline Agguerro
- Westcott Clarke : Capitaine Price
- Charles R. Moore : James Madison
- Claud Allister : Henry James Plaisted
- Myra Hampton : May Harris
- Charles Wagenheim : le sténographe du tribunal